# Fórum de Integração Brasil Europa
O Fórum de Integração Brasil Europa (FIBE)  é uma associação permanente e sem fins lucrativos, criada em 13 de outubro de 2021 com sede em Lisboa, Portugal. Fazem parte da Direção do FIBE: o presidente, jurista e professor de Direito Vitalino Canas, o vice-presidente, economista e um dos responsáveis pela Lei de Responsabilidade Fiscal, José Roberto Afonso, e o Diretor-Executivo e economista Eduardo Jorge Caldas Pereira. Fazem também parte do Conselho Consultivo do FIBE o ex-presidente Fernando Henrique Cardoso e o ministro do Supremo Tribunal Federal, Gilmar Mendes. 
O FIBE tem por objetivo ser um espaço para debates e intercâmbio entre Brasil, Portugal e demais países europeus e lusófonos, promovendo a realização de estudos e investigações, eventos, formações e publicações, dentre outras ações, que propiciem o intercâmbio de conhecimentos e experiências entre essas diferentes culturas, respeitando sempre os princípios democráticos e de liberdade de expressão; o respeito ao pluralismo de opiniões; e a crença e valorização do debate qualificado de ideias.

### Duetos
- Uma História do Samba e do Fado[2], com Lira Neto e Rui Vieira Nery
- A Força da Representatividade Feminina, com Marta Pimentel e Mariana Bugelli
- A Arte do Futebol, com Pepe e Lima
- Lançamento do Selo FIBE
- Reinventando a Aldeia Global, com Luciano Coutinho e Carla Guapo

- Dois Rapazes de Sorte - António Zambujo e Nelson Motta em encontro Literomusical
- Bué Néon - Literatura no Feminino e Migração, com Yara Nakahanda Monteiro[3] e Helena Trevisan

### Fóruns

#### Kickoff - Diálogos sobre a Nova Economia e Sociedade
Nos dias 12 e 13 de novembro de 2021, o FIBE realizou seu primeiro evento: a Assembleia Geral inaugural, na Academia das Ciências de Lisboa, onde discutiu a temática da economia e sociedade no Brasil e na Europa.

#### FórumFuturo da Regulação Estatal
O Fórum Futuro da Regulação Estatal foi o primeiro evento da série Os Desafios do Desenvolvimento, organizado para discutir os caminhos rumo a retomada do bem-estar económico e social em meio às transformações impostas pela revolução digital, a pandemia da Covid-19 e a guerra europeia. Entre os dias 18 e 21 de abril de 2022, o evento tratou do instrumento cada vez mais essencial para estimular investimentos: a regulação. O Fórum, realizado pelo FIBE em parceria com Instituto Brasileiro de Ensino, Desenvolvimento e Pesquisa - IDP;  Fundação Getúlio Vargas - FGV CONHECIMENTO; e Organização dos Estados Ibero-americanos - OEI, englobou debates e trocas de experiências entre autoridades professores e especialistas, que atuam no Brasil, Portugal e organismos internacionais.

#### Fórum Independência Com Integração
Webinares
As comemorações pelo bicentenário da independência do Brasil, em 2022, começaram com um ciclo de quatro webinares, realizados em parceria com o portal Poder360, IDP e Consultor Jurídico - Conjur, abrangendo a história do Brasil, para melhor entender o presente e projetar o futuro. A série de debates pretendeu identificar, a partir do resgate histórico, oportunidades para o Brasil e para a Europa, especialmente Portugal, diante dos desafios pós pandemia de covid-19 e da revolução digital, acontecimentos que comprovam a importância de as nações independentes serem integradas e colaborativas.
- "A Carta": Transmitido ao vivo em 1º de fevereiro de 2022, o 1º webinar debateu a assinatura da Carta Régia de Abertura dos Portos Brasileiros às Nações Amigas, em 28 de janeiro de 1808, e como o ato foi determinante para o processo que tornou o Brasil independente de Portugal.
- "A Mudança": Transmitido ao vivo em 13 de julho de 2022[5], o 2º webinar compreendeu o contexto da mudança da família real portuguesa para o Brasil, em 1808, e refletiu sobre as alterações de eixo de poder no mundo atual.
- "O Adeus": Transmitido ao vivo em 10 de agosto de 2022[6], o 3º webinar abordou como a presença da família real portuguesa no Brasil provocou uma transformação radical na antiga colônia, que foi elevada à condição de Reino Unido a Portugal e Algarve em 1815, e também as potencialidades atuais na relação entre as 2 nações.
- "O Declínio": Transmitido ao vivo em 25 de agosto de 2022[7], o 4º webinar abordou as condições que levaram à deterioração das relações políticas entre Portugal e Brasil e as transformações econômicas, urbanas e sociais na antiga colônia.

Fórum
Em formato itinerante, passando pelas cidades de Lisboa, Porto, Coimbra e Cascais entre os dias 4 e 9 de setembro de 2022, o Fórum Independência com Integração comemorou, refletiu e discutiu a independência brasileira e os enormes desafios que implicam integrar o país dentro de si e com o resto do mundo. As celebrações tiveram início com o concerto Duas Nações em Harmonia, de Yamandu Costa e António Zambujo, no Teatro Tivoli, em Lisboa. Nos dias 5 e 6 de setembro, o ciclo de paineis ocorreu na Casa da América Latina, em Lisboa, seguindo para o Instituto Pernambuco Porto, na cidade do Porto, no dia 7 de setembro, a Universidade de Coimbra, no dia 8 e a Casa das Histórias Paula Rego, em Cascais, no dia 9.

#### Fórum Futuro dos Investimentos em Infraestrutura
O Fórum O Futuro dos Investimentos em Infraestrutura foi o segundo evento da série Os Desafios do Desenvolvimento. Realizado entre os dias 16 e 18 de novembro de 2022, no Centro Científico e Cultural de Macau, em Lisboa, o FIBE reuniu especialistas de toda a Europa e do Brasil  ao redor dos desafios existentes e dos caminhos a serem seguidos, com objetivo foi contribuir para prestar subsídios técnicos à definição de um novo plano estratégico brasileiro, que decorre muito mais das novas condições econômicas e sociais mundiais do que apenas de fatores internos.

#### Fórum Futuro da Governança Fiscal
O Fórum Futuro da Governança Fiscal foi o terceiro evento da série Os Desafios do Desenvolvimento. Realizado entre os dias 22 e 24 de fevereiro de 2023, no Centro Científico e Cultural de Macau, em Lisboa, o evento abordou temas como Federalismo, Governança Digital e Políticas Fiscais, com importantes nomes do cenário brasileiro e mundial. O evento discutiu questões do debate fiscal atual no cenário mundial e, especialmente, no brasileiro.

## Ligações Externas
Site Oficial
FIBE no Instagram
FIBE no Facebook
FIBE no Twitter
FIBE no LinkedIn
FIBE no YouTube
FIBE no Flickr